# Майтрипала Сирисена
Майтрипала Сирисена (на синхалски: මෛත්‍රිපාල සිරිසේන) е шриланкийски политик от Шриланкийската партия на свободата.

## Биография
Той е роден на 3 септември 1951 година в Ягода, окръг Гампаха, в селско семейство. От ранна възраст се включва в Комунистическата партия, лежи известно време в затвора, след което се включва в лявонационалистическата Шриланкийска партия на свободата. От 1989 година е депутат, последователно е министър на водните ресурси (2004 – 2005), на земеделието (2005 – 2010) и на здравеопазването (2010 – 2014).
От 9 януари 2015 година Сирисена е президент на Шри Ланка, а от 12 януари – и министър на отбраната.